# 硫酸雌酮
硫酸雌酮（英語：Estrone sulfate，缩写E1S或称为雌酮-3-硫酸，estrone 3-sulfate）是一种天然内源性甾体物质，属于雌激素酯和雌激素缀合物。除了天然荷尔蒙之外，硫酸雌酮还可以作为激素替代療法中的药物。